# Андерссон, Руни Юхан
Руни Юхан Андерссон (норв. Rune Johan Andersson, род. 5 марта 1945 года, Осло) — норвежский книжный и газетный иллюстратор и детский писатель. Особенно много он работает над иллюстрированными книгами для взрослых и детей.

## Биография
Руни Юхан Андерссон закончил, в частности, Школу рекламы Вестердальс (норв. Westerdals) в Осло. Он работал иллюстратором в газетах «Dagbladet» (в 1970—1984 годах) и «Aftenposten» (в 1984—1998 годах). Он также иллюстрировал множество книг, в том числе детских, для пятнадцати из которых он является также и автором текста.
Для графики Андерссона характерны прихотливый стиль, уверенная, твёрдая техника шариковой ручки с интенсивной штриховкой, гладкие акварельные заливки, искажённые, пластичные формы и карикатурность. Обычно мотивы рисунков просты и незамысловаты, но нередки также нелинейные, о́бразные и сюрреалистичные работы. Рисунки Андерссона приобретались Национальной галереей, Выездной галереей (с 2003 года объединены в составе Национального музея искусства, архитектуры и дизайна) и Советом по искусствам Норвегии. В марте 2011 года в галерее Тегнерфорбундет в Осло состоялась ретроспективная выставка газетных и книжных иллюстраций Руни Юхана «1970 — 2011. Et tilbakeblikk».
Руни Юхан Андерссон также недолго преподавал в Норвежской национальной академии ремесла и художественной промышленности и в Школе рекламы Вестердальс. C 1996 года получает государственное жалование как художник. В 2007—2009 годах Андерссон был одним из семи членов Совета Детских писателей Норвегии (NBU).
В настоящее время Руни Юхан Андерссон проживает в коммуне Несодден неподалёку от Осло.

### Книги с авторскими рисунками и текстом
- «Far sover!» (1988) — детская книга с картинками
- «Horisonter» (1991) — книга с картинками
- «Ellers kommer vi for sent» (1996) — книга с картинками
- «Spann» (1998) — книга с картинками
- «Glemmeboken» (2001) — детская книга
- «Snegledansen» (2003) — книга с картинками
- «Rottenes plan og andre forunderlige fabler» (2003) — детская книга (совместно с другими авторами)
- «Post» (2005) — детская книга
- «Containerfortellinger» (2007) — детская книга
- «Far alene» (2008) — детская книга, издательство Cappelen Damm
- «Schluuk» (2009) — детская книга, издательство Cappelen Damm
- «Det ble så stille» (2010) — десять историй, издательство Cappelen Damm

### Иллюстрации к книгам (выборочно)
- Асбьёрнсен П. К., Му Й. Э., Наутелла К. О. и др. «Erotiske folkeeventyr» (1977)
- Шрам Е. «Evas eventyr» (1977) — повести
- Сандбек В. «Ferie i Hamnehagen» (1978) — детская книга
- Сейм Э. «Kort og godt» (1978) — сборник пословиц
- «Paradox» (1979) — комиксы (совместно с Бингом Ю. и Брингсвярдом Т. О.)
- Сандбек В. «Påsans viser» (1979) — висы
- Ove André Eriksen. «Grovt sagt» (1979) — шутки
- André Bjerke. «Moro-vers» (1980) — сборник стихов
- Anders Havnelid. «Eventyret om Gro Roseraud og riddar Skalle» (1981) — детская книга
- Сандбек В. «Den nye gutten» (1981) — детская книга
- Jón Sveinbjørn Jónsson. «Serum serum» (1981) — детская книга
- Асбьёрнсен П. К., Му Й. Э. «Det var en gang» (1981) — сказка
- Даль Т. Э. «Vårherre vender tilbake!» (1982) — басня
- Сандбек В. «Mistenkelige fotspor» (1982) — детская книга
- Jón Sveinbjørn Jónsson. «Pelle Parafins bøljeband og automatspøkelsene» (1982) — детская книга
- Сандбек В. «Kjære broder» (1983) — роман
- Сандбек В. «Dobbeltgjengen» (1984) — детская книга
- Villy Sørensen. «Ragnarokk» (1984)
- Кнутсен П. «Trilofytten» (1984) — детская книга
- Gro Røsth. «Piranda hestekatt» (1984) — детская книга
- Сандбек В. «Jul i Myra» (1985) — детская книга
- Даль Т. Э. «Frosken» (1985) — учебник для детей
- Мёрк С. «Hemmeligviser og vers» (1985) — детская книга
- Сандбек В. «Heltene i Hungerholt» (1986)
- Даль Т. Э. «Den hvite natten» (1986) — детская книга
- Даль Т. Э. «Den ensomme hodeskallen» (1987) — детская книга
- Хансен Х. «Tramperne» (1989) — детская книга
- Асбьёрнсен П. К., Му Й. Э. «Kvernen som står og maler på havsens bunn» (1990) — детская книга
- Асбьёрнсен П. К., Му Й. Э. «Gutten som gikk til nordenvinden og krevde igjen melet» (1990) — детская книга
- Kristian Rishøi. «Lillebatman og moringene» (1990) — детская книга
- Эвенсен К. «Snurrebassenes opprør» (1991)
- Мёрк С. «Erta berta sukkerta — samlede barnevers» (1991)
- Борген А. «Urtehagen på Knatten» (1992) — эссе и документальная проза
- Сандбек В. «Påsan» (1993) — серия детских книг
- Андерсен Х. К.. «Den stygge andungen, Kloss-Hans, Keiserens nye klær» (1994) — сказка
- Halvor Roll. «Undre meg, fordundre meg» (1995)
- Gro Røsth. «Respekka og den rare mammaen» (1995) — детская книга
- Anne Østgaard. «Nette Nellys nese og andre vanvittige vers» (1998) — детская книга
- Даль Т. Э. «Den forheksede ringen» (1998) — детская книга
- Кристенсен Л. С.. «Mann for sin katt» (2000) — детская книга
- Бренне Т. «Kollentrollet» (2001)
- Хенмо С., Хенмо Ю. Б. «Den gode ridder Kaspar den vaktsomme falk» (2002) — детская книга
- Knut Faldbakken. «Nissen på Breistad» (2003) — детская книга
- Хенмо С., Хенмо Ю. Б. «Ridder solbrillers sleipe plan» (2004) — детская книга
- Бротебеккен К. «Birger bilberger og burger-mysteriet» (2005) — детская книга
- «Når lauvet sprett : 111 nye saftige» (2006)
- Бротебеккен К. «Birger bilberger redder verden» (2007) — детская книга
- Solveig Bøhle. «Utgått på dato?» (2007)
- Кристенсен Л. С.. «Ordiord» (2007)
- Gert Nygårdshaug. «Samlede eventyr» (2009)